# Unión Juárez
Unión Juárez é um município do estado de Chiapas, no México.